# Pośrednia Turnia nad Maszynką

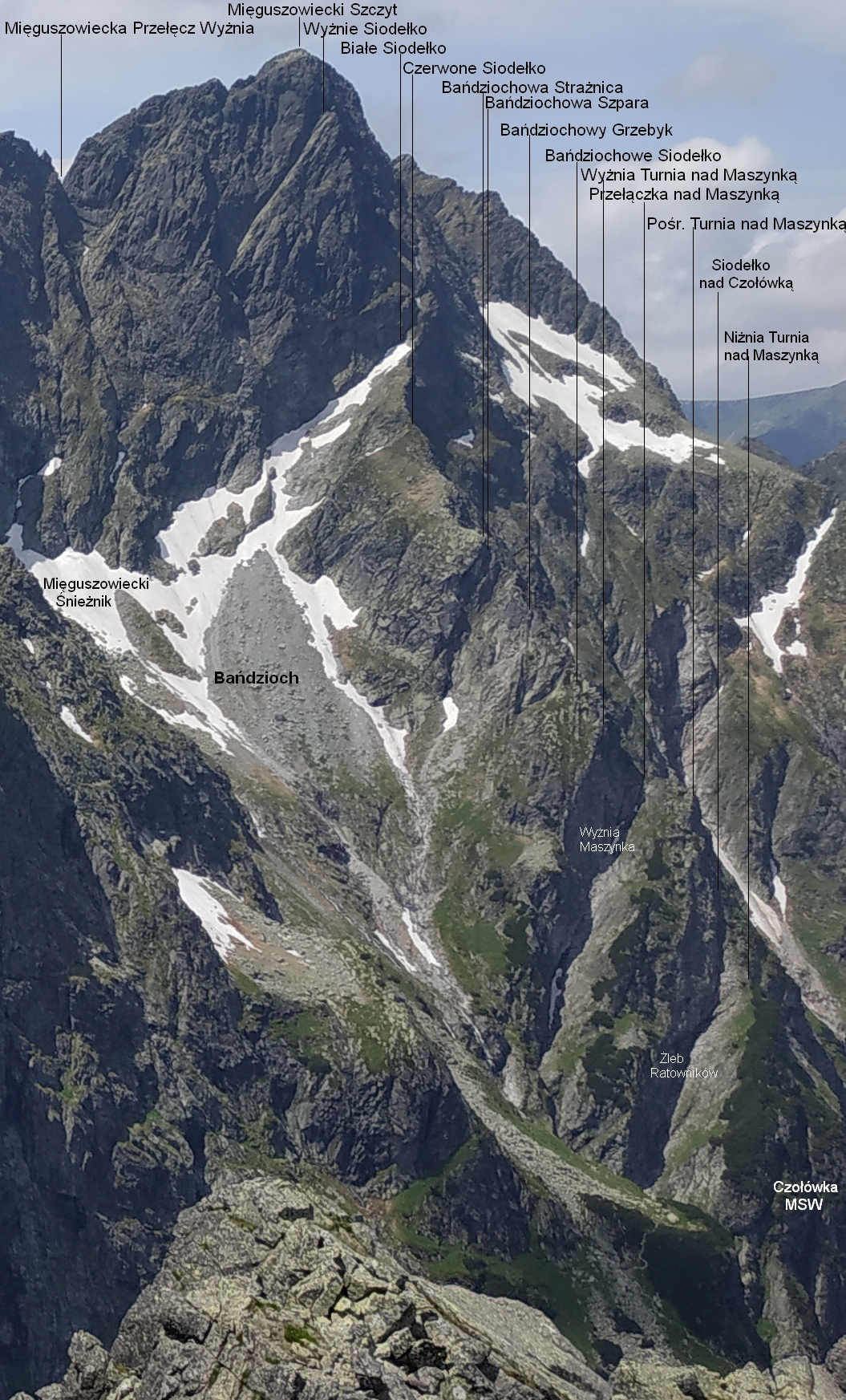

Pośrednia Turnia nad Maszynką (ok. 1915 m) – turnia w Mięguszowieckim Filarze w Tatrach Polskich, znajdująca się między Siodełkiem nad Czołówką (ok. 1820 m) a Przełączką nad Maszynką (ok. 1910 m). Wznosi się tuż po północno-wschodniej stronie tej ostatniej. Na północno-zachodnią stronę opada skalnym urwiskiem do Małego Bańdziocha. Na północny wschód, w stronę Siodełka za Czołówką turnia opada pionowym uskokiem, który w dolnej części przechodzi w wąską grańkę. Na wschód, do środkowej części Maszynki do Mięsa opada z turni wybitna grzęda o deniwelacji 210 m. Grzęda ta ma ostrogę w najniższej części Bańdziocha. Grań górnej i środkowej części grzędy porasta kosodrzewina. W części dolnej znajduje się zachód o długości kilkunastu metrów. Na orograficznie lewą stronę, do Żlebu Ratowników grzęda opada bardzo kruchą i prawie pionową ścianą. Bardzo stromo, płytami grzęda opada również na prawą stronę, do Wyżniej Maszynki.
Z najniższej części Bańdziocha wschodnim żebrem Pośredniej Turni nad Maszynką prowadzi droga wspinaczkowa. II, miejscami III w skali tatrzańskiej, czas przejścia 2 godz.
Autorem nazwy turni jest Władysław Cywiński. Nawiązuje ona do żlebu Maszynka do Mięsa.

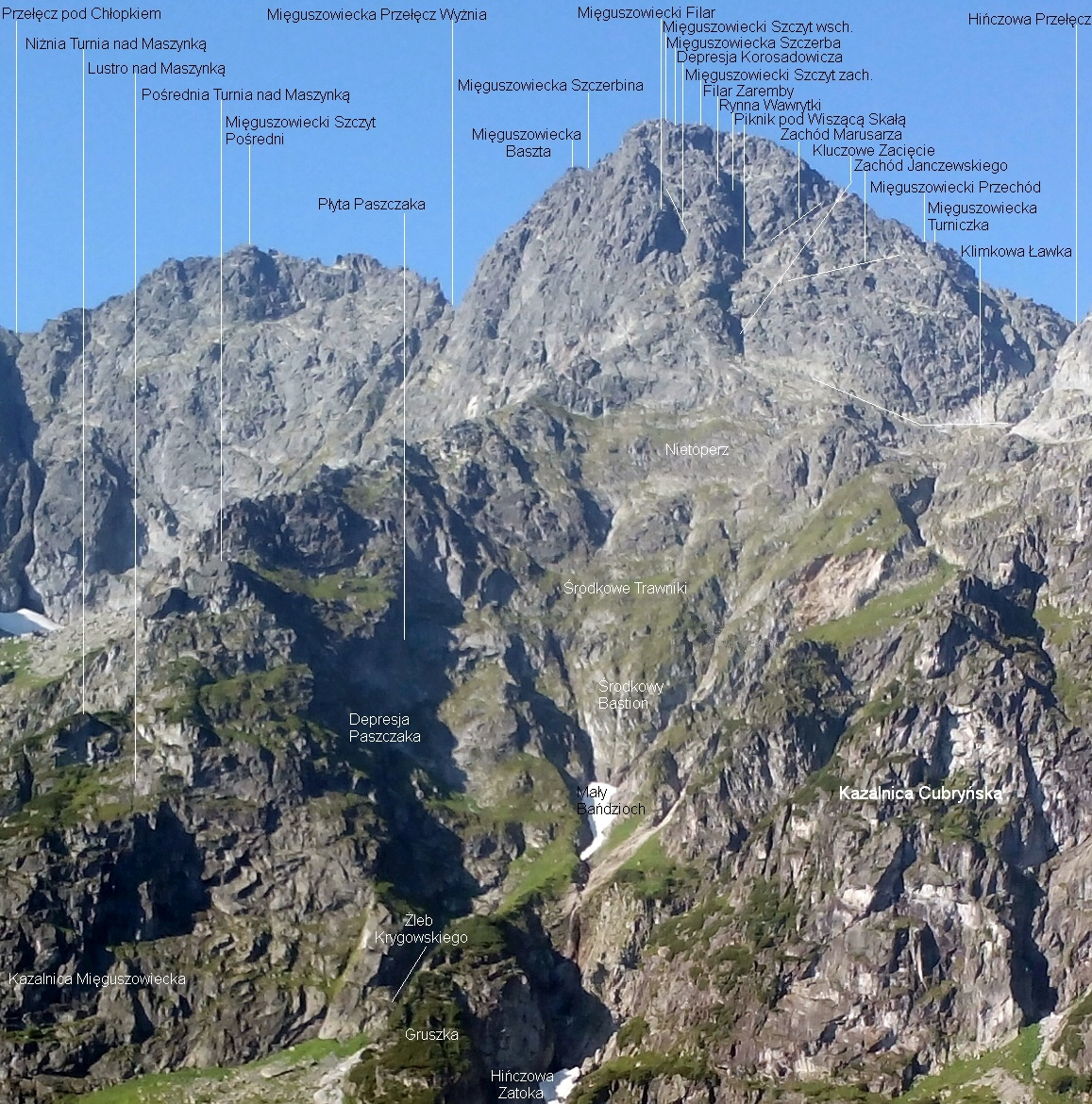
Formacje skalne na północnej ścianie Mięguszowieckiego Szczytu